# 5691 (année hébraïque)
5691 (hébreu : ה'תרצ"א , abbr. : תרצ"א) est une année hébraïque qui a commencé à la veille au soir du 23 septembre 1930 et s'est finie le 11 septembre 1931. Cette année a compté 354 jours. Ce fut une année simple dans le cycle métonique, avec un seul mois de Adar. Ce fut une année de chemitta.

## Calendrier
Ce calendrier hébraïque de l'année 5691 donne les correspondances avec les dates du calendrier grégorien.
Le premier nombre dans chaque case correspond au jour du mois hébraïque. Les jours en couleurs sont des jours remarquables juifs .
| ◄◄ | 5691 | ►► |

## Naissances
- Dan Pagis
- Dani Karavan

## Décès
- Alfred Mond (1er baron Melchett)
- Rachel Blaustein

5686 - 5687 - 5688 - 5689 - 5690 - 5691 - 5692 - 5693 - 5694 - 5695 - 5696